# سيفتيوفور
سيفتيوفور (الاسم العلمي: Ceftiofur) هو مضاد حيوي من السيفالوسبورينات الجيل الثالث، المرخصة للاستعمال في الطب البيطري. وقد وصفت لأول مرة في عام 1987.. يتم تسويقه من قبل شركة أدوية فايزر وExcenel. يعتبر من المركبات المضادة للجراثيم
انها مقاومة للبيتا لاكتاماز، ولها نشاط ضد الجراثيم إيجابية الجرام وسلبية الغرام. تم الإبلاغ عن سلالات مقاومة للceftiofur من الايكولاي.

## السيفالوسبوريناتالجيل الثالث
هذه المجموعة من المضادات الحيوية تعرف بسيفالوسبورينات الجيل الثالث. نجد أن سيفالوسبورينات الجيل الثالث تُستخدم لعلاج العديد من الأمراض الخطيرة المتنوعة التي تسببها كائنات دقيقة مقاومة لمعظم المضادات الحيوية وخواصها:-
- أوسع طيفاً مما سبق.
- فعالة جداً ضد العصيات سلبية الغرام.
- مقاومة جداً للبيتالاكتاماز.
- تنفذ من الحاجز الدماغي الدموي BBB، وتحقق تركيزً عالياً في السال الدماغي الشوكي CSF، فتيتخدم في علاج سال مخي شوكي البكتيري بسلبيات الغرام.[5]

## الاستخدام
لعلاج أمراض الجهاز التنفسي عند الحيوانات. وهو من مركبات الفلوروكينولون Fluoroquinolone ويعطل معالجة الأمراض التنفسية عند الدواجن والأبقار .

## آلية العمل
عن طريق تثبيط اصطناع الجدار الخلوي الجرثومي.